# Thamnium subseriatum
Thamnium subseriatum là một loài Rêu trong họ Neckeraceae. Loài này được Mitt. ex Sande Lac. miêu tả khoa học đầu tiên năm 1866.